# 我为谁狂
《我为谁狂》，2004年中国大陆上映的黑色幽默都市片。

## 剧情
唐大兴的女友小慧一日遭到流氓欺负侮辱，唐大兴大打出手，结果打断了流氓3根肋骨，因此蹲监狱，判刑7年。为了感激男友大兴，小慧一直赡养大兴的父母，而自己含污忍垢、低声下气在歌厅唱歌。
七年的北京因为改革开放的日益深化而发生了翻天覆地的变化，就业难、住房难、生活难，因为蹲监狱耽误了与社会的接触，大兴根本找不到工作，他只得继承父亲的理发工作。眼看就要和小慧结婚了，自己却没有金钱，大兴的一个朋友这时候提出“劫富济贫”的主意，大家一起去抢劫，对象正是药材公司老板刘毅，他也是小慧的同学，但是在他们出手的那天晚上，刘毅因为赌博到深夜，输了个精光，事先有人嫉妒刘毅，在路上挖了陷阱，刘毅没有掉下去，反倒是大兴掉了下去，随后被送入医院急救。

## 演员
| 演员   | 角色   | 备注                                                                     |
| 孙红雷 | 唐大兴 | 未婚妻是小慧，因犯事而坐牢。                                             |
| 赵宝刚 | 陆麒麟 | 派出所所长                                                               |
| 宁静   | 小慧   | 一个世故轻浮但是真实不虚伪的女子，大兴的未婚妻，因大兴蹲监狱而在歌厅唱歌 |
| 英达   | 叶总   |                                                                          |
| 王菁华 | 维燕   |                                                                          |

## 制作
电影为留美海归陈大明在中国的首部电影。
电影参加了第47届旧金山国际电影节，还有夏威夷国际电影节、纽约亚洲电影节、洛杉矶视觉艺术电影节。